# Hugues II de Rethel
Pour les articles homonymes, voir Hugues II.
 (juin 2021).
Hugues II, mort entre le 26 mai 1227 et février 1228, fut comte de Rethel de 1199 à 1228. Il était fils de Manassès IV, comte de Rethel, et de Mathilde de Kyrbourg. 

## Biographie
Il épousa en 1191 Félicité de Broyes, dame de Beaufort et de Ramerupt, fille de Simon de Broyes, seigneur de Beaufort, et d'Agnès de Joigny, dame de Ramerupt. De leur union naquirent :
- Hugues III (v. 1192 † 1242), comte de Rethel ;
- Jean († 1251), comte de Rethel ;
- Gaucher († 1262), comte de Rethel ;
- Simon († 1233), archidiacre de Liège ;
- Manassès V († 1272), comte de Rethel ;
- Béatrix, mariée à André de Nanteuil-la-Fosse ;
- Catherine, nonne à Avenay ;
- Hélisende († 1234), mariée à Thomas († 1217) comte de Perche, puis à Garnier IV de Traînel († 1255), seigneur de Marigny ;
- Mahaut, mariée à Thomas II de Coucy († 1252), seigneur de Vervins ;
- Agnès, mariée à Etienne, seigneur de Seignelay.

## Armoiries
C'est le plus ancien comte de Rethel pour lequel on possède des armoiries (de gueules à deux têtes de rateaux d'or l'une sur l'autre). Celle-ci figurent sur leur sceau, les têtes de rateaux étant au nombre de deux (Armorial de J.B. RIETSTAP). Les armoiries avec 3 têtes de rateaux (soit posées 2 et 1, soit l'une sur l'autre) sont probablement dues aux brisures créées par ses différents fils. La ville de Rethel possède des armoiries avec les trois têtes de rateaux.

## Sources
- Foundation for Medieval Genealogy
- Genealogy.eu